# Highest Hopes: The Best of Nightwish
Highest Hopes: The Best of Nightwish je kompilace od finské kapely Nightwish.

## Seznam skladeb

### Standard version
1. „Wish I Had an Angel“
2. „Stargazers“
3. „The Kinslayer“
4. „Ever Dream“
5. „Elvenpath“
6. „Bless the Child“
7. „Nemo“
8. „Sleeping Sun“ (2005 version)
9. „Dead to the World“
10. „Over the Hills and Far Away“ Gary Moore cover
11. „Deep Silent Complete“
12. „Sacrament of Wilderness“
13. „Walking in the Air“
14. „Wishmaster“
15. „Dead Boy's Poem“
16. „High Hopes“ (Live) Pink Floyd cover

### Special edition

#### CD
1. „Wish I Had an Angel“
2. „Stargazers“
3. „The Kinslayer“
4. „Ever Dream“
5. „Elvenpath“
6. „Bless the Child“
7. „Nemo“
8. „Sleeping Sun“ (2005 version)
9. „Dead to the World“
10. „Over the Hills and Far Away“
11. „Sacrament of Wilderness“
12. „Walking in the Air“
13. „Wishmaster“
14. „Dead Boy's Poem“
15. „The Phantom Of The Opera“
16. „High Hopes“ (Live)

#### DVD
1. „She Is My sin“ - Live at M'Era Luna
2. „Kinslayer“ - Live at M'Era Luna
3. „Dead to The World“ - Live at M'Era Luna

### Extended version

#### Disc 1
1. „Wish I Had an Angel“
2. „Stargazers“
3. „The Kinslayer“
4. „Ever Dream“
5. „Elvenpath“
6. „Bless the Child“
7. „Nemo“
8. „Sleeping Sun“ (2005 version)
9. „Dead to the World“
10. „Over the Hills and Far Away“
11. „Deep Silent Complete“
12. „Sacrament of Wilderness“
13. „Walking in the Air“
14. „Wishmaster“
15. „Dead Boy's Poem“
16. „High Hopes“ (Live)

#### Disc 2
1. „The Wayfarer“
2. „Come Cover Me“ (Live)
3. „Dead Boy's Poem“ (Live)
4. „Once Upon a Troubadour“
5. „A Return to the Sea“
6. „Sleepwalker - Heavy Version“
7. „Nightquest“
8. „Lagoon“

#### DVD
1. „She Is My Sin“
2. „Dead to the World“
3. „The Kinslayer“
4. „Over the Hills and Far Away“ (Video)
5. „Bless the Child“ (Video)
6. „Sleeping Sun“ (Video)
7. „Walking in the Air“
8. „End of All Hope“
9. „10th Man Down“
10. „Sleeping Sun“